# Удайна, Туоне
Туоне Удайна (1821—1898, далм. Tu͡ọɪne Udaɪ̯na) или итальянизированное Антонио Удина (итал. Antonio Udina) — последний носитель далматинского языка.

## Биография
Туоне родился на острове Велья (ныне остров Крк, Хорватия) и служил для лингвистов информантом языка своих родителей, так называемого вельотского диалекта далматинского языка, хотя он не был его носителем в строгом смысле этого слова. Из-за резкого сужения использования языка далматинский уже не был его родным языком, и он выучился ему позже, слушая повседневное общение родителей. Сам же он в школе, а затем и в повседневном общении использовал венецианский диалект итальянского языка, поскольку после XV века далматинцы подверглись массовой итальянизации, в городах став частью группы так называемых далматинских итальянцев, а в сельской местности — хорватизации, став частью хорватского этноса. Кроме того, к 1897 году, когда с ним работали лингвисты, Туоне уже 20 лет как не говорил по-далматински и не слышал далматинской речи, более того, он почти оглох и его зубы выпали. Удайна работал церковным сторожем, его далматинское прозвище было Бурбур («парикмахер»). 10 июня 1898 года Удайна погиб от взрыва во время дорожных работ; с его смертью далматинский язык вымер.

## Научные исследования
Туринский лингвист Маттео Бартоли, работавший с Удайной незадолго до его смерти, записал от него около 2800 слов и разнообразных историй жизни его семьи. В 1906 году Бартоли опубликовал свои исследования, написанные по-итальянски в докторской диссертации, составленной на немецком языке и защищённой в Венском университете под названием: «Далматинский язык: древнероманские языковые реликты от Вельи до Рагузы и их место в Апеннино-Балканской Романии» (нем. Das Dalmatische: altromanische Sprachreste von Veglia bis Ragusa und ihre Stellung in der Apennino-Balkanischen Romania). Итальянская рукопись после этого погибла во время пожара, а немецкая диссертация была вновь переведена на итальянский лишь в 2001 году.